# Vangueriella orthacantha
Vangueriella orthacantha là một loài thực vật có hoa trong họ Thiến thảo. Loài này được (Mildbr.) Bridson & Verdc. miêu tả khoa học đầu tiên năm 1987.